# Mačva
Mačva (cyr. Мачва) – kraina geograficzna w północno-zachodniej Serbii, położona pomiędzy Driną a Sawą.
Geograficznie jest częścią Posawia. Jest to obszar przeważnie nizinny. Jego najważniejszym ośrodkiem miejskim jest Šabac.